# Рожньои, Шандор
Шандор Рожньои (венг. Sándor Rozsnyói; 24 ноября 1930, Залаэгерсег, Венгрия — 2 сентября 2014) — венгерский легкоатлет, серебряный призёр летних Олимпийских игр в Мельбурне (1956) в беге на 3000 метров с препятствиями, чемпион Европы (1954).

## Спортивная карьера
В 1954 г. был впервые признан официальный мировой рекорд на дистанции 3000 м с препятствиями (до этого времени для этой дисциплины не существовало жестких правил и параметров препятствий) и это было время Рожньои 8.49,6 мин., установленное в ходе его чемпионского забега на первенстве Европы в Берне (1954). Становился двукратным чемпионом Венгрии (1954 и 1955).
В последующие годы высшее мировое достижение неоднократно улучшалось и венгерский легкоатлет на соревнованиях в Будапеште 16 сентября 1956 г. установил новый рекорд мира — 8.35,6 мин. На летние Олимпийские игры в Мельбурне (1956) он приехал не в лучшей спортивной форме, в жесткой конкуренции с англичанином Крисом Брэшером и немцем Хайнцем Лауфером финишировал третьим. Однако эти спортсмены были дисквалифицированы, поскольку было решено, что они мешали соперникам. После рассмотрения апелляции Брэшер был признан чемпионом, а венгру присуждена серебряная медаль.
По завершении Олимпиады спортсмен не вернулся в Венгрию, переехав в Австрию, став чемпионом этой страны (1958) на дистанции 5000 м. После отказа венгерской федерации разрешить ему выступить на первенстве Европы 1958 г. за австрийскую сборную, принял решение об уходе из спорта. Его австрийский национальный рекорд на дистанции 5000 м 14.16,8 был побит только в 1971 г.
С 1960 года являлся тренером олимпийской сборной Австрии. В 1962—1963 годах изучал географию в Венском университете. В 1964 году эмигрировал в Австралию, где работал учителем физкультуры и тренером по теннису.